# Polygrammodes ponderalis
Polygrammodes ponderalis là một loài bướm đêm trong họ Crambidae.